# Empire Company
Empire Company Limited er en canadisk detailhandelskoncern, der mest har dagligvarehandel. Virksomheden blev etableret i 1963 og har hovedkvarter i Stellarton, Nova Scotia.  Sobeys-koncernen er et datterselskab til Empire Company. De ejer dagligvarekæderne Safeway, IGA, Foodland, Farm Boy, FreshCo, Thrifty Foods og Lawtons Drug.